# Andrena kopetica
Andrena kopetica är en biart som beskrevs av Osytshnjuk 1993. Andrena kopetica ingår i släktet sandbin, och familjen grävbin. Inga underarter finns listade i Catalogue of Life.